# Frinnaryds kyrka
Frinnaryds kyrka är en kyrkobyggnad i Aneby kommun. Den är församlingskyrka i Frinnaryds församling i Linköpings stift.

## Kyrkobyggnaden
Frinnaryds kyrka har medeltida anor. Kyrkan uppfördes troligen under 1200-talet. Den byggdes av gråsten och bestod från början av ett långhus, kor  och absid. En sakristia tillbyggdes vid norra sidan under 1300-talet. 1659 eldhärjades kyrkan på grund av ett  blixtnedslag och förvandlades till en ruin. Kyrkan återuppbyggdes efter branden på de kvarvarande murarna. 
1858 förlängdes långhuset åt väster. Ett vapenhus uppfördes i anslutning till västingången. Nya fönsteröppningar togs upp och de befintliga förstorades. 1889 uppfördes västtornet efter ritningar av Hugo Hammarskjöld. Tornet har romanskt inspirerade ljudöppningar. Det är försett med tornur och sluten lanternin med en avslutande spira. När tornet uppförts revs klockstapeln som var belägen söder om koret.  

## Inventarier
- Korfönster med motiv: ”Kristi uppståndelse”. Utfört 1921 av glasmålerifirman Puhl & Wagner, Berlin

- Dopfunt daterad till 1200-talets första hälft.

- Triumfkrucifix från 1400-talet.

- Predikstol i  nyklassicism med ljudtak ,rundformad och försedd med förgyllda symboler i form av strålsol, kors och lagtavlorna.

- Bänkinredning, ritad av Erik Lundberg 1969.

## Orgel
- En läktarorgel byggdes 1858 av orgelbyggaren Erik Nordström, Fliseryd, med ursprungligen åtta stämmor. Den byggdes om 1949 av Lindegren Orgelbyggeri AB.
- 1969 insattes ett nytt orgelverk byggt av Jehmlich Orgelbau Dresden. Orgeln är mekanisk.

| Huvudverk I      | Svällverk II      | Pedal       | Koppel |
| Borduna 16’      | Gedackt 8’        | Subbas 16’  | I/P    |
| Principal 8’     | Rörflöjt 8’       | Oktavbas 8’ | II/P   |
| Flöjt d'amour 8’ | Principal 4’      | Basun 16'   | II/I   |
| Oktava 4’        | Blockflöjt 2’     | Skalmeja 4' |        |
| Flöjt 4’         | Sesquialtera 2 ch |             |        |
| Kvinta 2 2⁄3’    | Cymbel 3 ch       |             |        |
| Oktava 2'        | Vox humana 8'     |             |        |
| Mixtur 3 ch      | Tremulant         |             |        |
| Trumpet 8'       |                   |             |        |

### Webbkällor
- anläggningspresentation
- Riksantikvarieämbetet Frinnaryds k:a